# Distrikt Ayapata
Der Distrikt Ayapata liegt in der Provinz Carabaya in der Region Puno in Südost-Peru. Der Distrikt besitzt eine Fläche von 2050 km². Beim Zensus 2017 wurden 9501 Einwohner gezählt. Im Jahr 1993 betrug die Einwohnerzahl 4864, im Jahr 2007 8996. Sitz der Distriktverwaltung ist die 3475 m hoch gelegene Kleinstadt Ayapata mit 2594 Einwohnern (Stand 2017). Ayapata befindet sich knapp 35 km nordnordöstlich der Provinzhauptstadt Macusani. Die Transoceánica, eine Fernstraße von Cusco nach Brasilien, führt durch den äußersten Nordwesten des Distrikts.

## Geographische Lage
Der Distrikt Ayapata befindet sich im zentralen Norden der Provinz Carabaya. Die Längsausdehnung in NNW-SSO-Richtung beträgt etwa 94 km, die maximale Breite liegt bei 30 km. Im äußersten Süden befindet sich ein vergletschertes Gebirgsmassiv mit den Gipfeln Nevado Allincapac (5807 m) und  Ch'iqchi Qhapaq (5614 m). Der Distrikt wird von den Höhenkämmen der peruanischen Ostkordillere durchzogen. Der Río Ayapata durchquert den südlichen Teil des Distrikts in überwiegend nördlicher Richtung und bildet abschnittsweise die östliche Distriktgrenze. Der Río Ayapata vereinigt sich mit dem Río Tambillo zum Río Esquilaya, der in nordnordwestlicher Richtung weiterfließt und schließlich in den Río Inambari mündet. Der Río Inambari durchquert den Distrikt Ayapata mittig in nordwestlicher Richtung, später verläuft er in nordnordwestlicher Richtung. Der Distrikt liegt vollständig innerhalb dessen Einzugsgebiet. Entlang der nördlichen Distriktgrenze verläuft ein schmaler Geländestreifen, der Teil des Nationalparks Bahuaja Sonene ist.
Der Distrikt Ayapata grenzt im äußersten Süden an den Distrikt Macusani, im Westen an die Distrikte Ollachea, San Gabán und Camanti (Provinz Quispicanchi), im äußersten Nordwesten an den Distrikt Huepetuhe (Provinz Manu), im Norden an den Distrikt Inambari (Provinz Tambopata) sowie im Osten an die Distrikte Coasa und Ituata.

## Ortschaften
Im Distrikt gibt es neben dem Hauptort folgende größere Ortschaften:
- Challhuamayo (457 Einwohner)
- Churquinuyo (221 Einwohner)
- Escalera (340 Einwohner)
- Icaco (206 Einwohner)
- Iña (479 Einwohner)
- Kana (501 Einwohner)
- Kanchi Orccotaqui (253 Einwohner)
- Lechemayo (823 Einwohner)
- Lechemayo Chico (393 Einwohner)
- Levita (200 Einwohner)
- Loromayo (514 Einwohner)
- Oroya (568 Einwohner)
- Puerto Manoa (1292 Einwohner)
- Taype (335 Einwohner)